# التبشومه (حجة)
التبشومه هي إحدى قرى الجمهورية اليمنية. وهي تتبع جغرافيًا لمحافظة حجة. وإداريًا لمديرية كعيدنه. يبلغ تعداد سكانها 1038 نسمة حسب الإحصاء الذي جرى عام 2004.